# Omar Moreno (futbolista)
Omar Moreno (Hermosillo, Sonora; 30 de enero de 2005) es un futbolista mexicano que juega como delantero y su equipo actual es el Mazatlán Fútbol Club de la Primera División de México.

## Trayectoria

### Inicios y Lobos Buap
Fue registrado con Lobos Buap (actual F.C. Juárez) en verano de 2017 en la categoría de Fuerzas Básicas sub-13. También fue registrado en primavera de 2018.

### Mazatlán Fútbol Club
Llegó a las fuerzas básicas sub-16 del Mazatlán para el comienzo de la temporada 2021-2022. Fue registrado en fuerzas básicas sub-18 y sub-20, teniendo más de 3400 minutos jugando, sumando 59 partidos y anotando 10 goles.
Debutó el 12 de enero de 2023 en un partido contra Atlas, donde los ‘rojinegros’ vencieron a los ‘cañoneros’ por 2 a 1. Desde ahí, ha jugado liga y en fuerzas básicas sub-23.